# 道森 (新墨西哥州)
道森（英語：Dawson）是位於美國新墨西哥州科爾法克斯縣的鬼鎮。

## 歷史
道森的郵局於1900年設立，其後於1954年停運。

## 地理
道森所處的海拔為高於海平面1932米（即6339英呎），而該地所採用的時區為UTC-7，即北美山地时区（MST）。同時該地設有夏令時間，為UTC-7調快一小時，即UTC-6（MDT）。